# HMS Magne (P153)
HMS Magne (P153) var en av svenska marinens patrullbåtar. Magne, tillhörde 5/48/18. patrullbåtsdivisionen som var stationerad i Göteborg. Fartyget var en av fyra patrullbåtar som utrangerades 1995.

## Referenser

Magnes vapen.